# Den Held
Den Held war ein niederländischer Hersteller von Automobilen.

## Unternehmensgeschichte
Das Unternehmen aus Rotterdam wurde 1898 von A. Den Held gegründet. Zunächst wurden Fahrzeuge von Panhard & Levassor verkauft, später auch Fiat. 1913 begann die Produktion von eigenen Automobilen. Mit Ausbruch des Ersten Weltkriegs endete die Produktion. Insgesamt entstanden lediglich drei Fahrzeuge. Nach 1919 wurden Autos von Buick und Chevrolet verkauft.

## Fahrzeuge
Den Held verwendete ein Fahrgestell von Malicet & Blin. Für den Antrieb sorgte ein Vierzylindermotor von Ballot. Der Karosseriehersteller Dolk aus Rotterdam fertigte die Karosserien.